# Luis Menéndez Pidal
Luis Menéndez Pidal (Pajares, 15 de agosto de 1861-Madrid, 4 de febrero de 1932) fue un pintor y decorador español.

## Biografía
Nació en la localidad asturiana de Pajares el 15 de agosto de 1861. Era hijo del magistrado Juan Menéndez Fernández, natural de Pajares, y de Ramona Pidal, natural de Villaviciosa. Su familia estaba inclinada a las artes y letras: fue hermano de Juan y Ramón Menéndez Pidal y padre de Luis, un importante arquitecto restaurador. Fue sobrino de los políticos Luis Pidal y Mon y Alejandro Pidal y Mon, y primo del político Pedro Pidal y de la santa de la Iglesia católica Maravillas de Jesús.

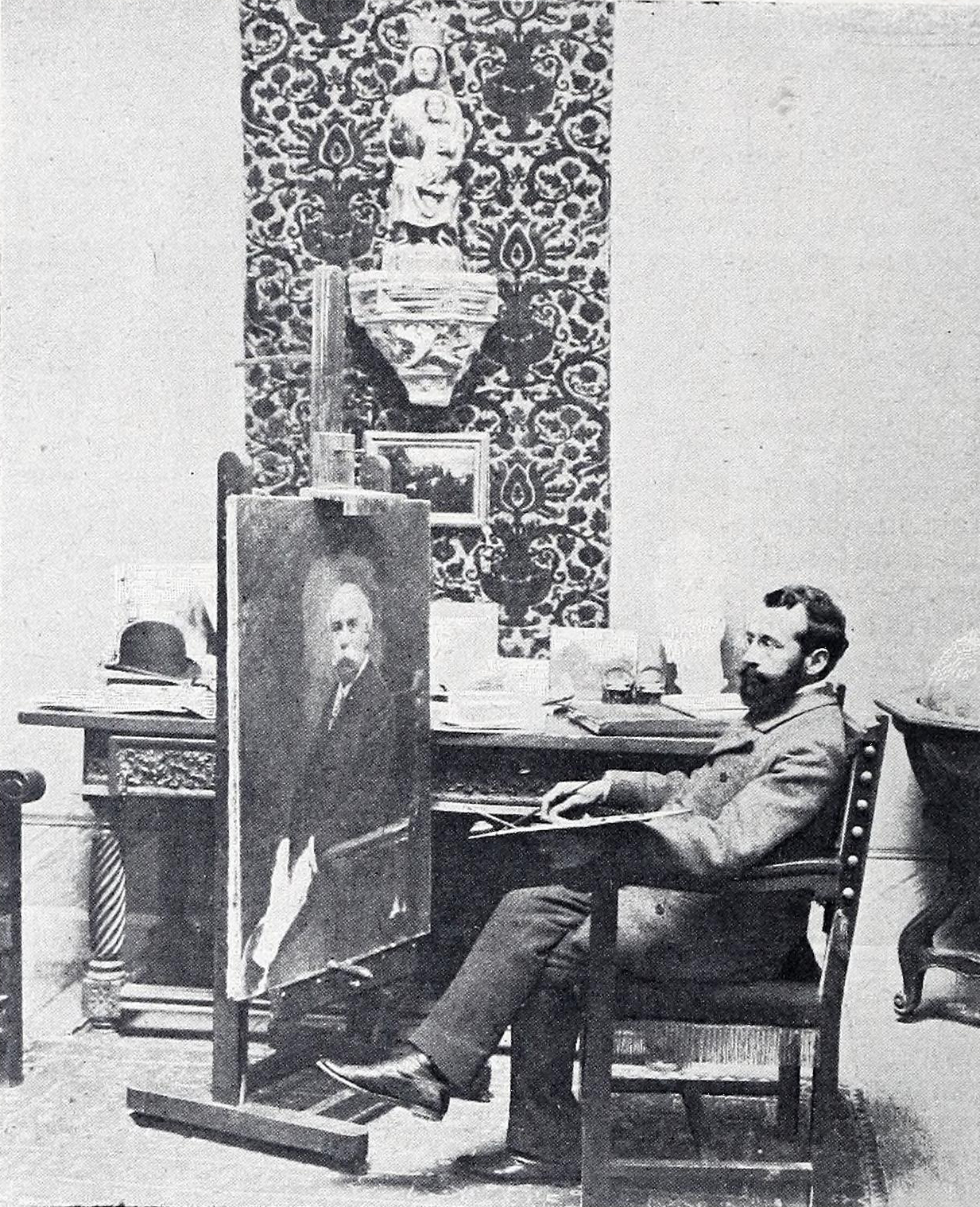
Luis Menéndez Pidal fotografiado por Goñi (Blanco y Negro, 1907)

Su infancia transcurrió en diversas ciudades obligados por los cambios de residencia de su familia a causa de la profesión de magistrado de su padre. Terminó sus estudios de Derecho en la Universidad de Oviedo en 1884, carrera impuesta por su padre ya que su vocación era la pintura.

Ingresó en la Escuela de Bellas Artes de San Salvador de Oviedo y complementó con los estudios en la Escuela Superior de Pintura de Madrid en 1885, donde fue discípulo de Alejandro Ferrant. Amplió sus estudios en Italia mediante becas, residiendo en Roma y estudiando con José Villegas Cordero y Francisco Pradilla y en Florencia, ingresando como alumno en la academia Ussi, hasta su vuelta en 1888. En el año 1892 contrajo matrimonio con Josefa Álvarez-Santullano y Aramburu, fijando su residencia de forma definitiva en Madrid.

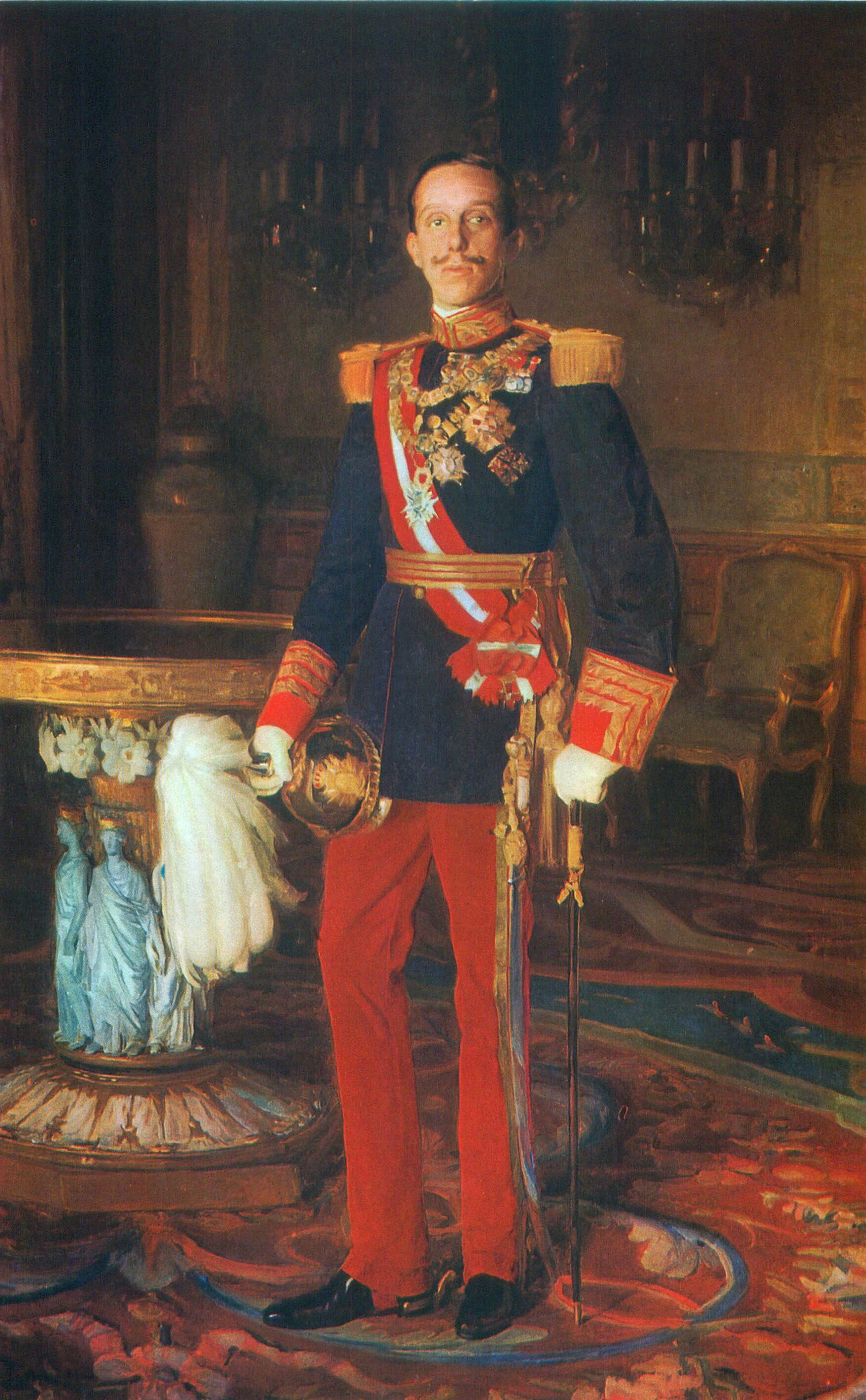
Retrato de Alfonso XIII. Palacio del Senado de España.

En la Exposición de 1888 del Círculo de Bellas Artes de Madrid expuso Éxtasis de San Francisco y en la Exposición Nacional de Bellas Artes de 1890 obtuvo medalla de segunda clase con el lienzo A buen juez, mejor testigo, comprando entonces la reina regente María Cristina de Habsburgo-Lorena alguna de sus obras. En los años 1892 y 1899 obtuvo medalla de primera clase con La cuna vacía y Salus infirmorun respectivamente.
Como docente fue nombrado profesor de la Escuela Superior de Artes Industriales de Madrid en 1900. Al año siguiente pasó a la Escuela de Artes y Oficios Artísticos,  a cargo de la disciplina de Artes Decorativas y Pintura. En 1907 accedió a la cátedra de Dibujo y Ropaje de la Academia Superior de Bellas Artes de San Fernando, puesto que desempeñó hasta su jubilación a los setenta años.
Pocos meses tras su jubilación falleció en Madrid el 4 de febrero de 1932.

## Obras
Luis Menéndez Pidal se puede considerar uno de los pintores asturianos más importantes. Los rasgos más destacados de su obra serían el dominio de su oficio y su academicismo, demostrando en sus obras un gran interés por todo lo asturiano. Su estilo era muy personal, y estaba considerado como uno de los mejores coloristas de España. 
- "Plañideras egipcias y Retratos” (1887) presentadas en la Exposición Nacional.
- "A buen juez mejor testigo” - primer premio del concurso de la revista madrileña La Ilustración Española y Americana.
- "La cuna vacía” (1892) Primera medalla Exposición de Madrid.
- "Un soneto de Quevedo” (1897) Exposición Internacional de Múnich.
- "Salus Infirmorum”[2] (1899) Adquirida por el Estado para el Museo de Arte Moderno.
- "Estudio de aldeana” (1899)
- "Una tarde en Pajares” (1899)
- "El Lazarillo de Tormes” (1924)
- "El viático en la aldea” (1924)

En 1918 pintó al fresco la cúpula de una capilla de la basílica de San Francisco el Grande en Madrid.